# Royal Arena
La Royal Arena è un'arena coperta polivalente di Ørestad, quartiere di Copenaghen, in Danimarca.
Costruita tra il 2013 e il 2016, l'arena è contraddistinta da un "peculiare stile nordico" ed è sponsorizzata dall'azienda di bevande danese Royal Unibrew.
Essa ospita abitualmente concerti, eventi sportivi legati alla pallamano, all'hockey su ghiaccio e alle arti marziali miste ed eventi vari come conferenze, festival e congressi.

## Storia

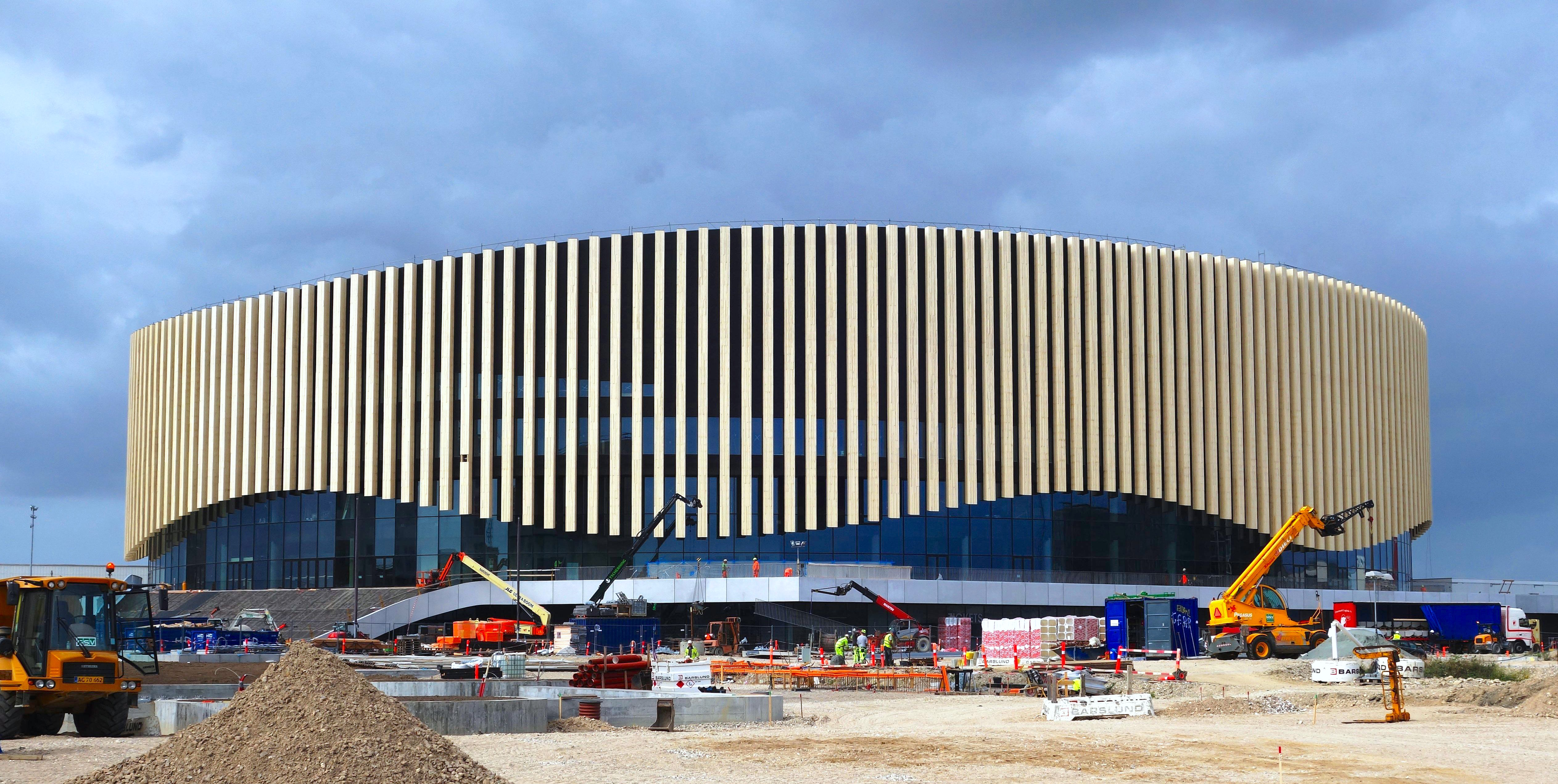
Il cantiere di costruzione dell'arena nel 2016

La costruzione di una nuova arena polifunzionale si rese necessaria per rendere la Danimarca in grado di ospitare grandi eventi sia nazionali che internazionali in sostituzione dello Stadio Parken. Fino ad allora l'unica arena con capacità sufficienti nell'Øresund era la Malmö Arena di Malmö, in Svezia.
Il progetto dell'arena fu presentato il 23 settembre 2011 con una conferenza stampa al Bella Sky Hotel, mentre il design fu reso noto il 7 giugno 2012 dal team di progettazione, composto da: 3XN, HKS, Arup, ME Engineers e Planit IE. I lavori iniziarono il 26 giugno 2013.
L'arena fu inaugurata il 28 gennaio 2017 dal principe Federico, mentre il primo evento ospitato è stata una serie di quattro concerti della band statunitense Metallica il 3, 5, 7 e 9 febbraio dello stesso anno.
Dopo la costruzione dell'edificio, Live Nation è stato scelto come operatore principale dell'arena.